# Aplocheilichthys lualabaensis
Aplocheilichthys lualabaensis és una espècie de peix pertanyent a la família dels pecílids.

## Descripció
- Pot arribar a fer 4 cm de llargària màxima.[5][6]

## Hàbitat
És un peix d'aigua dolça, bentopelàgic i de clima tropical.

## Distribució geogràfica
Es troba a Àfrica: el sud-est de la República Democràtica del Congo, incloent-hi les conques dels rius Lualaba i Mabwe.

## Observacions
És inofensiu per als humans.